# 亚伦·史维斯查
亚伦·史维斯查 （英語：Alan Silvestri，1950年3月26日—），美国电影配乐作曲家、指挥家，因《阿甘正传》获得奥斯卡金像奖、金球奖和格莱美提名。

## 作品列表

### 1990年代
- 《城市警探》（1990）
- 《回到未來III》（1990）
- 《少壯屠龍陣2》（1990）
- 《終極戰士2》（1991）
- 《愛人別出聲》（1991）
- 《回到未來：乘車遊》（1991，主題公園）
- 《肥皂拼盤》（1991）
- 《和達奇回家》（1991）
- 《天危絕網》（1991）
- 《新岳父大人》（1991）
- 《Two-Fisted Tales》（1992）
- 《母子威龍》（1992）
- 《我的雨林朋友》（1992）
- 《捉神弄鬼》（1992）
- 《Diner》（1992）
- 《終極保鑣》（1992）
- 《無敵戰將》（1992）
- 《In Search of the Obelisk》（1993）
- 《小鬼警察》（1993）
- 《超級瑪利歐兄弟》（1993）
- 《惡夜追殺令》（1993）
- 《見色忘友》（1993）
- 《從頭再來》（1994）
- 《阿甘正傳》（1994）
- 《炸彈追殺令》（1994）
- 《財神當家》（1994）
- 《致命的快感》（1995）
- 《舊愛新歡一家親》（1995）
- 《特警判官》（1995）
- 《新岳父大人之三喜臨門》（1995）
- 《見色忘友2》（1996）
- 《鬼頭天兵》（1996）
- 《魔鬼毀滅者》（1996）
- 《特工狂花》（1996）
- 《傻愛成真》（1997）
- 《火山爆發》（1997）
- 《接觸未來》（1997）
- 《捕鼠記》（1997）
- 《天生冤家》（1998）
- 《天生一對》（1998）
- 《搖錢樹》（1998）
- 《超異能快感》（1998）
- 《白老虎秀：神奇的魔法盒》（1999）
- 《精靈鼠小弟》（1999）

### 2000年代
- 《神鬼莫測》（2000）
- 《浩劫重生》（2000）
- 《危機四伏》（2000）
- 《危險情人》（2001）
- 《神鬼傳奇2》（2001）
- 《美國情緣》（2001）
- 《好戲上場》（2002）
- 《星際寶貝》（2002）
- 《精靈鼠小弟2》（2002）
- 《女佣變鳳凰》（2002）
- 《致命ID》（2003）
- 《星際寶貝史迪奇》（2003）
- 《古墓奇兵：風起雲湧》（2003）
- 《兩個士兵》（2003）
- 《凡赫辛》（2004）
- 《北極特快車》（2004）
- 《野蠻任務》（2006）
- 《博物館驚魂夜》（2006）
- 《貝武夫：北海的詛咒》（2007）
- 《博物館驚魂夜2》（2009）
- 《特種部隊：眼鏡蛇的崛起》（2009）
- 《特種部隊：眼鏡蛇海島的入侵》（2009）
- 《聖誕夜怪譚》（2009）

### 2010年代
- 《天龍特攻隊》（2010）
- 《美國隊長》（2011）
- 《復仇者聯盟》（2012）
- 《機密真相》（2012）
- 《古魯家族》（2013）
- 《超危險特工2：狠戰》（2013）
- 《博物館驚魂夜3》（2014）
- 《走鋼索的人》（2015）
- 《鶼鰈同盟》（2016）
- 《一級玩家》（2018）
- 《復仇者聯盟3：無限之戰》（2018）
- 《馬克的異想世界》（2018）
- 《復仇者聯盟：終局之戰》（2019）[2]

### 2020年代
- 《女巫們》（2020）
- 《木偶奇遇記》（2022）
- 《这里》（2022）

## 外部連結
- 官方网站
- 亚伦·史维斯查在互联网电影资料库（IMDb）上的資料（英文）
- 亚伦·史维斯查在Allmusic上的頁面